# Ђузепе Принци (керамичар)
Ђузепе Принци (итал. Giuseppe Prinzi; Мистрета, 31. јануар 1962) је сликар, вајар и керамичар.

## Биографија
Почео је сликати у доби од једанаест година, када му је мајка Анђела дала кутију уљаних боја и неке платнене картице. Први радови су портрети бакиног оца и историјских фигура копираних из школских књига. Студирао је на Институту за уметност у Санто Стефано ди Камастра, под руководством професора Мајкла Киро Еспосита, где је дипломирао са степеном мастер у 1979. У исто време успешно прати ток сликарства на Академији ликовних уметности за у Риму.
Године 1981. добио уметничку диплому, превазилази специјализацију за две године, представљајући персонализовану студију о историјских авангарди, посебно (кубизма, футуризма и надреализма). Од 1982. продубљује контакте са уметничком окружењу и почиње да учествује у изложбама, примање одмах знатну признање и похвале од стручњака и колектора са стварањем стилизованих облика, коју карактерише упечатљив бојење и сувим површинама баршунаст, где се материјализирају лица интензивних фата и нијансираног полихрома. Од 1983. године учествује у 10 издања „Међународне изложбе керамике” Санто Стефано ди Камастра. Године 1986. стручни жири изложбе „Амастрата” конкуренције, у граду Мистрета, доделио му је другу награду за два керамичка рада са бакар-оксидом и гравуром, који се и даље налазе у општинској колекцији.
Године 1987. учествовао је на путу који је спонзорисао Регион Сицилије, који је додирнуо главне међународне престонице, укључујући: Њујорк,Токио, Сингапур, Париз, Лондон, Сиднеј, Берлин, Хонгконг. Исте године га је на Универзитету Месина позвао на велику изложбу постављену у сали Магна. Био је присутан и на КСИ бијеналу сицилијанске керамике у Калтагирону, гдје је излагао две керамичке скулптуре. Године 1988. је Папа Јован Павле II поводом своје пасторалне посете, поклонио је велику керамичку плочу епархији Патти на Сицилији. Рад се чува у Кракову, месту рођења папе. Године 1990. домаћин је на својој керамичкој радионици за стажирање, уметник Итало Аргентино Силвио Бенедето заједно са другим уметницима његове сликарске школе. 
Године 2004. произвео је неке од ватросталних керамичких радова, који ће представљати трајну колекцију баронијалне палате деветнаестог века у Синагри на планини Неброди, који су касније трансформисани у јединствени музејски хотел. У јуну 2015. године примљен је у „Мостра консорцо дел керамика Медитерана”" у Гроттаглие.

## Уметнички језик
Према неким критичарима и историчарима уметности, изразни језик Ђузепа Принција повезан је са метафизиком Ђорђа де Кирика.